# Korea Południowa na Zimowych Igrzyskach Olimpijskich 1972
Koreę Południową na Zimowych Igrzyskach Olimpijskich 1972 reprezentowało pięcioro zawodników: jeden mężczyzna i cztery kobiety. Był to szósty start reprezentacji Korei Południowej na zimowych igrzyskach olimpijskich.

## Skład kadry

### Łyżwiarstwo figurowe
| Zawodnik       | Konkurencja | Nota   | Pozycja |
| -------------- | ----------- | ------ | ------- |
| Chang Myung-su | Solistki    | 2117,0 | 19.     |

### Łyżwiarstwo szybkie
Mężczyźni
| Zawodnik       | Konkurencja   | Konkurencja   | Konkurencja    | Konkurencja    | Konkurencja    | Konkurencja    | Konkurencja      | Konkurencja      |
| Zawodnik       | Bieg na 500 m | Bieg na 500 m | Bieg na 1500 m | Bieg na 1500 m | Bieg na 5000 m | Bieg na 5000 m | Bieg na 10 000 m | Bieg na 10 000 m |
| Zawodnik       | Czas          | Miejsce       | Czas           | Miejsce        | Czas           | Miejsce        | Czas             | Miejsce          |
| -------------- | ------------- | ------------- | -------------- | -------------- | -------------- | -------------- | ---------------- | ---------------- |
| Jeong Chung-gu | 41,42         | 22.           | 2:17,36        | 35.            |                |                |                  |                  |

Kobiety
| Zawodnik       | Konkurencja   | Konkurencja   | Konkurencja    | Konkurencja    | Konkurencja    | Konkurencja    | Konkurencja    | Konkurencja    |
| Zawodnik       | Bieg na 500 m | Bieg na 500 m | Bieg na 1000 m | Bieg na 1000 m | Bieg na 1500 m | Bieg na 1500 m | Bieg na 3000 m | Bieg na 3000 m |
| Zawodnik       | Czas          | Miejsce       | Czas           | Miejsce        | Czas           | Miejsce        | Czas           | Miejsce        |
| -------------- | ------------- | ------------- | -------------- | -------------- | -------------- | -------------- | -------------- | -------------- |
| Choi Jung-hui  | 46,74         | 22.           | 1:37,57        | 31.            | 2:29,79        | 22.            |                |                |
| Lee Gyeong-hui | 47,45         | 26.           | 1:36,50        | 26.            |                |                |                |                |
| Jeon Seon-ok   |               |               | 1:36,24        | 25.            | 2:32,06        | 28.            | 5:24,27        | 19.            |